# ラッシュ時
ラッシュ時（ラッシュじ、ラッシュどき、英語: Rush hour）とは、道路や交通機関の利用者（通勤・通学者など）が増え、混雑する時間帯のこと。主に、平日の朝と夕である。「ラッシュ」「通勤ラッシュ」「ラッシュアワー」とも呼ばれる。

## 概要
多くの鉄道路線・バス路線・道路では、通常は朝は企業や学校へ向かう都心方面の列車・バス・道路が通勤・通学客によって混雑し、夕方・夜間には企業や学校から帰宅する郊外方面の列車・バス・道路が混雑する。この混雑を迎える時間帯が「ラッシュ時」と呼ばれる時間帯である。
ラッシュ時は日中よりも利用客が多いため交通事業者側の増収につながると誤解される場合も多いが、定期券利用者が多く、ラッシュ時のために新たな車両や設備、係員を準備する必要があるなど、事業者側にも多くの支出や投資を伴う。設備の容量の水準をラッシュ時に合わせると、ラッシュ時以外の時間帯では過剰となりうる。

## 日本の状況

### 朝ラッシュ・夜ラッシュ

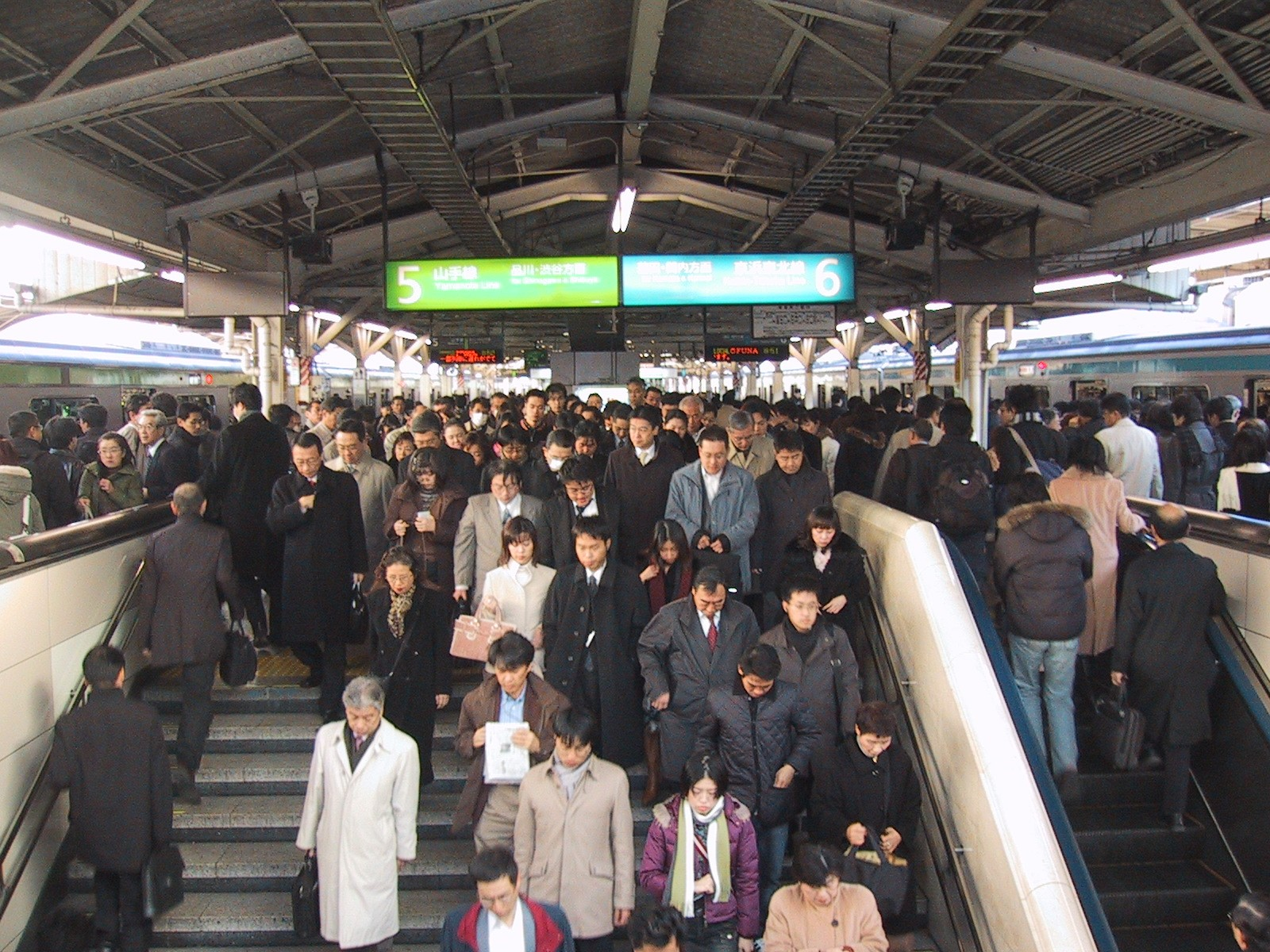
JR 東京駅の朝ラッシュ時の様子（8時45分ごろ、2005年）

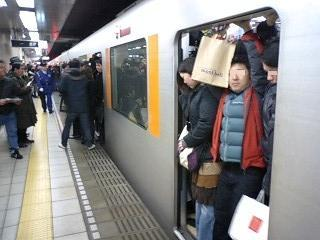
東急電鉄・東京メトロ 渋谷駅の夕ラッシュ時の状況（20時ごろ、2008年）

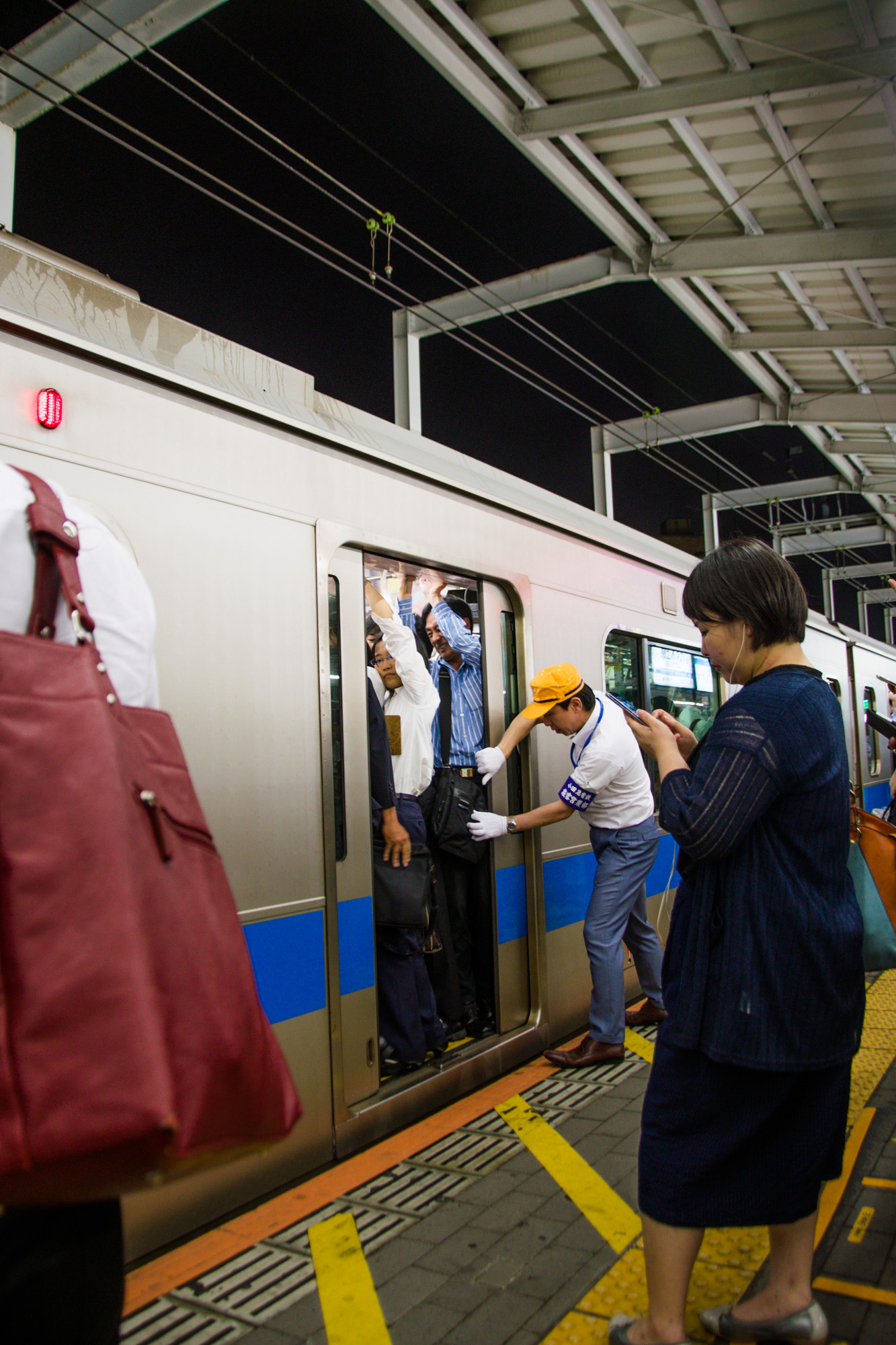
小田急線の帰宅ラッシュ時に乗客を押し込む押し屋（2016年）

どの都市圏であっても、朝は郊外から都心方面へ向かう列車やバスが通勤・通学客によって、夕・夜間は都心から郊外方面へ向かう列車やバスが帰宅客によってそれぞれ混雑する。東京圏の鉄道路線では、朝のラッシュ時は上り線が、夜のラッシュ時は下り線が混雑する。
都心方向は出勤・始業時間が集中する平日の7時台 - 9時台に、郊外方向は帰宅時間が集中する18時台 - 20時台に混雑のピークを迎え、それぞれラッシュ時と呼ばれる。朝のラッシュ時と夕・夜間のラッシュ時を区別し、前者を「朝ラッシュ時」「通勤ラッシュ」、後者を「夕（ゆう）ラッシュ時」「夜（よる）ラッシュ時」「帰宅ラッシュ」と分けて呼ぶこともある。
朝ラッシュ時は、時間帯が短い分、企業や学校の出社・始業時刻が短時間に集中するため、通勤・通学客が集中して混雑度が最も高くなる。一方で夕ラッシュ時は企業や学校の退社・終業時刻が分散するため、混雑度は日中より高く、朝より低い程度になるものの、時間帯は朝ラッシュ時よりも長くなる。特に金曜日の深夜は、宴会やコンパ等などにより終電間際でも激しく混雑することが多い。
ラッシュ時は乗降人員が格段に多く、必然的に停車時分を平常時より長く設定する必要があり、表定速度は低下する。輸送力を確保するために運転間隔を平常時より短縮していることから、駆け込み乗車や扉挟みによる再開閉の対応等で生じた僅かな遅延が後続列車に波及しやすい。遅延が生じた場合、先行列車との運転間隔が広がることによって次駅の乗車人員と停車時分が増加し、当該列車の混雑率が上昇するのは避けられない。運転本数が多いラッシュ時では、停車時分の増加は更なる遅延を招くだけでなく、後続列車の駅間停車を発生させる原因にもなり、最悪の場合ダイヤ乱れが生じることになる。
東京メトロでは遅延が生じた時の対策として、先行列車を駅に長時間停車させる運転間隔の調整を行い、既に遅延している後続列車に乗客が集中するのを防止している。バスについても、渋滞が生じることを前提としたラッシュ時のダイヤでは、路外に設置された停留所で時間調整を行う路線がある。
ラッシュ時以外の混雑しない時間帯については、朝ラッシュ時より前の時間帯を「早朝（時間帯）」、朝ラッシュ時と夕ラッシュ時の間の時間帯を「日中（時間帯）」または「データイム」、夜ラッシュ時の後の時間帯を「夜間・深夜（時間帯）」と呼ぶことが多い。JR西日本のアーバンネットワークでは、大阪駅基準で22時以降を「深夜時間帯」と定義している。
欧米では朝ラッシュ時でも畳めば新聞が読める程度なのに対し、高度経済成長期の日本の鉄道（特に東京大都市圏の鉄道）は乗車率300%を超えることが日常であった状況から「寿司詰め」「通勤地獄」「殺人的混雑」と評され、特に新宿駅の朝ラッシュは世界的にも有名であった。鉄道会社ではドアから乗客がはみ出さないように車内に押し込む『押し屋』と呼ばれる職員を配置するなどの対応を取っていた。2005年に東急田園都市線でパナソニックがノートパソコンの耐圧性テストを行った際に100kgの圧力を記録するなど、乗客に大きな負荷がかかっている。
現在は輸送力増強はもとより、時差通勤や在宅ワークの促進等の各種対策、さらには団塊の世代の引退をはじめとする労働人口の減少によってラッシュ時の混雑は緩和されており、東京圏でも2009年度以降は平均混雑率が170%を下回っている。しかし、ピーク時の混雑率が200%程度になる路線も未だ現存している。このような日本のラッシュ時の様子について、海外から写真家が撮影に訪れることもある。
東京圏31区間、大阪圏20区間、名古屋圏8区間の最混雑区間における平均混雑率の推移は下表のとおりである。

東京圏主要31区間のピーク時における平均混雑率等の推移

| 年度               | 東京圏 | 大阪圏 | 名古屋圏 |
| ------------------ | ------ | ------ | -------- |
| 1975年（昭和50年） | 221    | 199    | 205      |
| 1980年（昭和55年） | 214    | 188    | 204      |
| 1985年（昭和60年） | 212    | 187    | 192      |
| 1989年（平成元年） | 202    | 168    | 175      |
| 1990年（平成02年） | 203    | 171    | 183      |
| 1991年（平成03年） | 200    | 168    | 182      |
| 1992年（平成04年） | 201    | 167    | 182      |
| 1993年（平成05年） | 197    | 166    | 173      |
| 1994年（平成06年） | 194    |        |          |
| 1995年（平成07年） | 192    | 157    | 165      |
| 1996年（平成08年） | 189    | 151    | 163      |
| 1997年（平成09年） | 186    | 149    | 162      |
| 1998年（平成10年） | 183    | 147    | 157      |
| 1999年（平成11年） | 180    | 144    | 153      |
| 2000年（平成12年） | 175    | 144    | 150      |
| 2001年（平成13年） | 175    | 142    | 149      |
| 2002年（平成14年） | 173    | 138    | 147      |
| 2003年（平成15年） | 171    | 137    | 146      |
| 2004年（平成16年） | 171    | 134    | 147      |
| 2005年（平成17年） | 170    | 134    | 146      |
| 2006年（平成18年） | 170    | 136    | 145      |
| 2007年（平成19年） | 171    | 133    | 146      |
| 2008年（平成20年） | 171    | 130    | 139      |
| 2009年（平成21年） | 167    | 127    | 137      |
| 2010年（平成22年） | 166    | 124    | 135      |
| 2011年（平成23年） | 164    | 123    | 127      |
| 2012年（平成24年） | 165    | 122    | 130      |
| 2013年（平成25年） | 165    | 124    | 131      |
| 2014年（平成26年） | 165    | 123    | 131      |
| 2015年（平成27年） | 164    | 124    | 134      |
| 2016年（平成28年） | 165    | 125    | 130      |
| 2017年（平成29年） | 163    | 125    | 131      |
| 2018年（平成30年） | 163    | 126    | 132      |
| 2019年（令和元年） | 163    | 126    | 132      |
| 2020年（令和02年） | 107    | 103    | 104      |

| 都市圏   | 鉄道事業者（現） | 路線                                | 1970年 | 1980年 | 1990年 | 2000年 | 2010年 |
| -------- | ---------------- | ----------------------------------- | ------ | ------ | ------ | ------ | ------ |
| 東京圏   | JR東日本         | 東海道線                            | 261    | 256    | 225    | 208    | 188    |
| 東京圏   | JR東日本         | 横須賀線                            | 311    | 224    | 245    | 190    | 193    |
| 東京圏   | JR東日本         | 中央線快速電車                      | 256    | 259    | 255    | 218    | 194    |
| 東京圏   | JR東日本         | 京浜東北線                          | 251    | 250    | 277    | 233    | 195    |
| 東京圏   | JR東日本         | 常磐快速線                          | -      | 269    | 221    | 205    | 171    |
| 東京圏   | JR東日本         | 総武線各駅停車                      | 257    | 263    | 247    | 215    | 203    |
| 東京圏   | 東武鉄道         | 伊勢崎線 （東武スカイツリーライン） | 236    | 185    | 195    | 152    | 140    |
| 東京圏   | 西武鉄道         | 池袋線                              | 224    | 234    | 209    | 169    | 165    |
| 東京圏   | 京王電鉄         | 京王線                              | 224    | 202    | 192    | 168    | 165    |
| 東京圏   | 東急電鉄         | 田園都市線                          | -      | 231    | 197    | 196    | 182    |
| 東京圏   | 小田急電鉄       | 小田原線                            | 232    | 205    | 201    | 190    | 188    |
| 東京圏   | 東京メトロ       | 銀座線                              | 234    | 236    | 196    | 173    | 160    |
| 東京圏   | 東京メトロ       | 丸ノ内線                            | 277    | 201    | 216    | 160    | 153    |
| 東京圏   | 東京メトロ       | 日比谷線                            | 243    | 223    | 211    | 173    | 154    |
| 東京圏   | 東京メトロ       | 東西線                              | -      | 230    | 196    | 197    | 196    |
| 東京圏   | 東京メトロ       | 有楽町線                            | -      | 210    | 209    | 176    | 168    |
| 東京圏   | 東京メトロ       | 千代田線                            | -      | 255    | 217    | 192    | 179    |
| 大阪圏   | JR西日本         | 大阪環状線                          | 274    | 232    | 177    | 175    | 129    |
| 大阪圏   | JR西日本         | 片町線                              | 225    | 246    | 172    | 144    | 129    |
| 大阪圏   | 近畿日本鉄道     | 奈良線                              | 194    | 192    | 172    | 151    | 137    |
| 大阪圏   | 南海電気鉄道     | 南海本線                            | 215    | 183    | 174    | 134    | 117    |
| 大阪圏   | 京阪電気鉄道     | 京阪本線                            | 223    | 186    | 173    | 145    | 113    |
| 大阪圏   | 阪急電鉄         | 神戸本線                            | 208    | 191    | 159    | 145    | 137    |
| 大阪圏   | Osaka Metro      | 御堂筋線                            | 221    | 222    | 206    | 156    | 143    |
| 名古屋圏 | 名古屋市営地下鉄 | 東山線                              | 239    | 265    | 236    | 184    | 147    |

### 逆方面のラッシュ
首都圏近郊においては先述の通り、朝方上り列車が混雑し、夕方下り列車が混雑するのが通例であるが、朝方下り方面が混雑し、夜上り方面が混雑する路線もある。一例として、都心と羽田空港を結ぶ東京モノレール羽田空港線は、朝ラッシュ時の最混雑区間がモノレール浜松町駅から天王洲アイル駅までとなっている。
具体的には、以下の2つの場合がある。
- 沿線に企業・工場・空港関係施設が集中しており、朝方は路線の始発駅から沿線の企業・工場・空港関係施設へ向かう乗客で下り列車が混雑し、夜は沿線の企業・工場・空港関係施設から帰宅する乗客で上り列車が混雑する場合。
  - 東京モノレール羽田空港線
  - JR東日本：鶴見線
  - 京浜急行電鉄：空港線・大師線
  - 京成電鉄：本線
  - ゆりかもめ
  - 金沢シーサイドライン
  - ライトライン
- 路線の両端駅あるいは中間に位置する主要駅が企業・学校などの集中するエリアにある、またはそうしたエリアを沿線に擁する幹線に接続する駅であるために、朝方は当該路線から主要駅に向かう乗客が、夕方は逆に主要駅から当該路線沿線に向かう乗客が増えることによって、区間によって朝方下り列車が混雑し夕方上り列車が混雑する場合。
  - JR東日本：横浜線・南武線・武蔵野線など東京メガループの各路線・両毛線
  - 東武鉄道：野田線
  - 京成電鉄：松戸線
  - 京王電鉄：井の頭線
- 下り方面に県庁所在地などの主要都市が所在し、上りとされている方面よりもその主要都市と郊外間の利用が中心の路線であるために、朝方は前述した下り方面の主要都市への乗客で下り列車が混雑し、夕方は下り方面の主要都市からの帰宅客で上り列車が混雑する場合。
  - 東武鉄道：宇都宮線

## ラッシュ時と日中の違い

### 鉄道

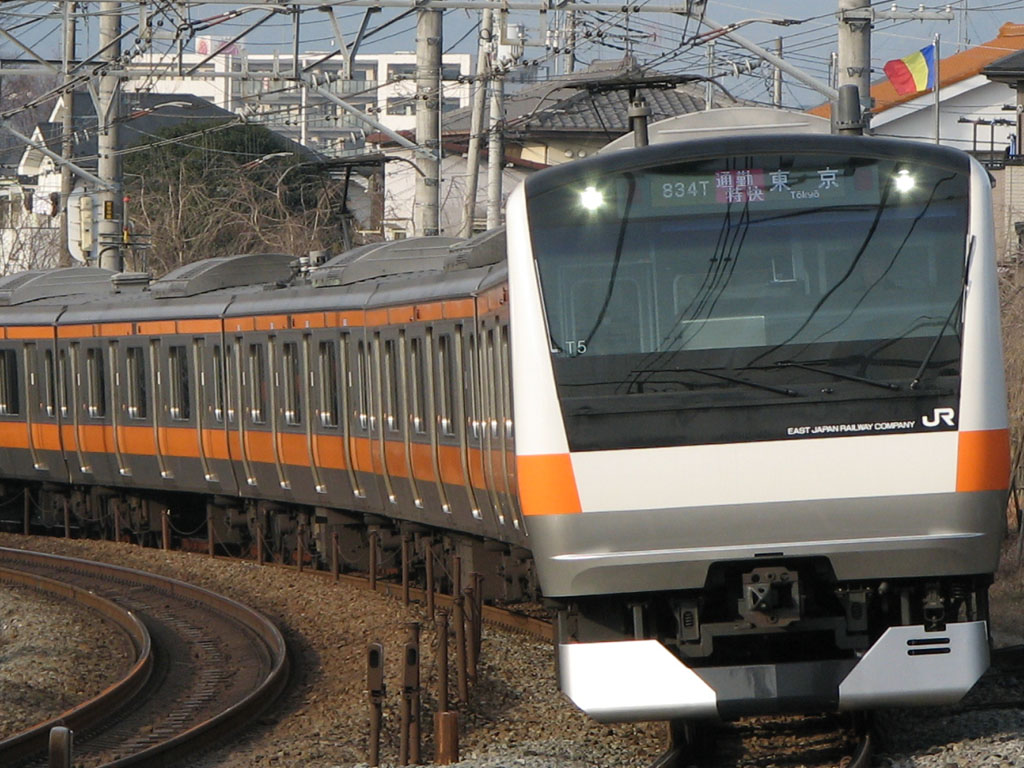
JR中央線の通勤特快。停車駅が少ない。ラッシュ時のみの運転

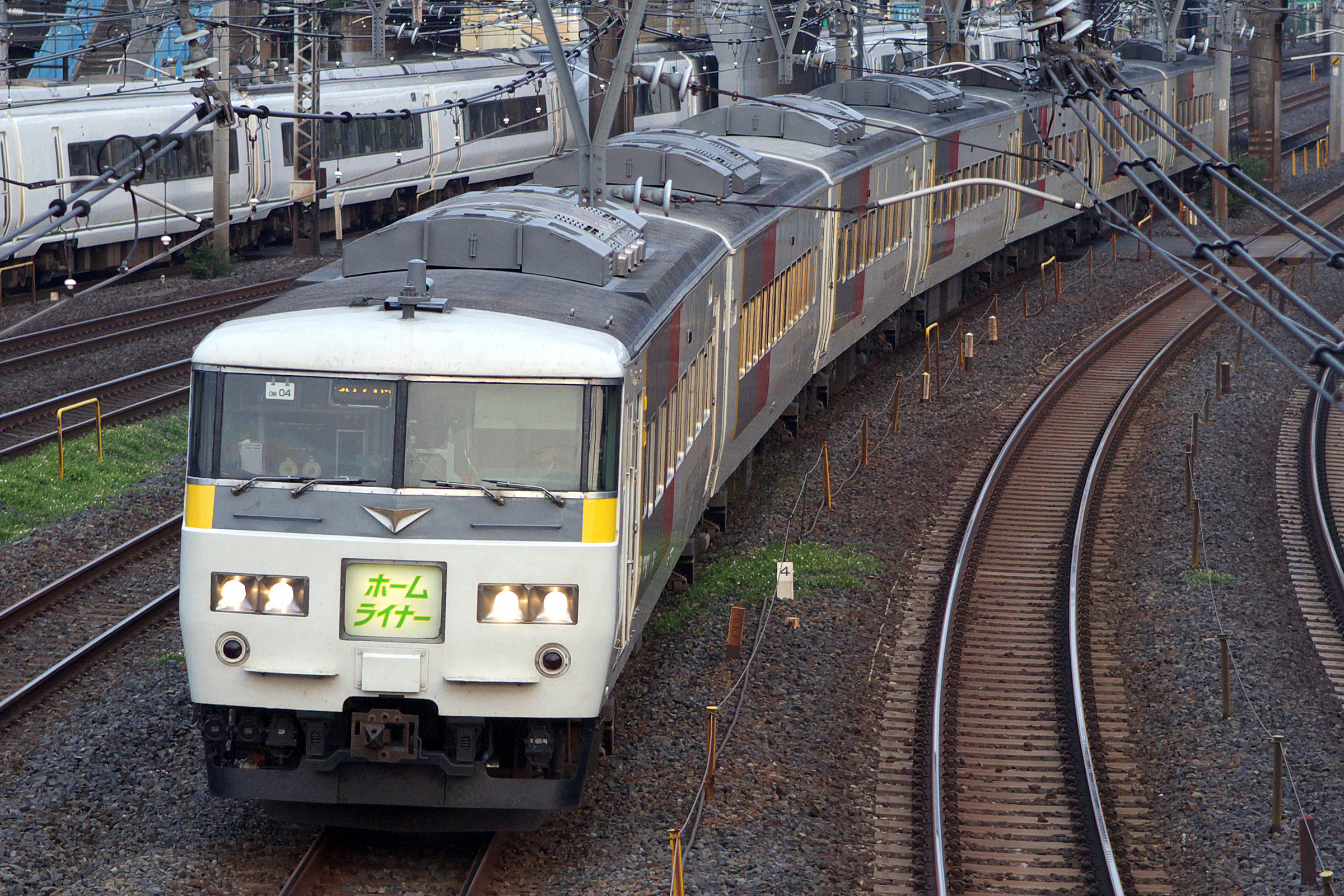
座席定員制のホームライナー

日本の鉄道ではラッシュ時の混雑を緩和するため、ラッシュ時には列車の増発や車両の増結やラッシュ時に対応した列車種別の変更などがなされる。
増発
鉄道では、ラッシュ時となる時間帯には増発される。1時間あたりの本数も日中より多くなり、運転間隔が日中より短くなる。
- 反面、一方向に集中的に運転させるため、ラッシュ時前後の時間帯や逆方向への列車の本数が日中より少なくなる路線がある。逆に、行き止まり型の路線の場合は大量の折り返し列車が設定されることで、需要に反して本数が過大となる。
- JR神戸線・JR京都線・JR宝塚線など一部の路線では夕方ラッシュ時も日中とほぼ同じの本数で運行されている。
- 日中に始発・終着とする電車のない駅の始発・終着電車も運転される。
- 工業地帯など、日中の交通需要が見込めない地域を走行する場合には、ラッシュ時のみ列車が運転され、日中は全く運転されないという路線もある（鶴見線大川支線・山陽本線和田岬支線・名鉄築港線など）。

増結
ラッシュ時には通常の編成よりも多い両数の編成で列車が運転されることがある。増結によって、増結した車両の分だけ多くの人が乗車でき、その分だけ混雑が緩和する。増結分は駅でのホーム有効長の延長が必要になるが、用地や費用等で延長が困難な場合はドアカットかホーム有効長が短くなる駅の手前で解結を行う場合がある。優等列車の場合、該当駅を通過することもある。
列車種別の変更

路線により、日中とは違う列車種別の列車を運転することがある。ラッシュ時のみに運転される列車や、逆にラッシュ時には運転されない列車がある。
ラッシュ時にしか運転していない列車種別には、大別すると通勤種別とホームライナーがある。
通勤種別
通勤快速や通勤急行等、ラッシュ時に通勤需要に対応するための列車。種別名に通勤が冠されることが多いが、冠されない場合もある。路線・会社ごとに、日中の停車駅の数から増減がある。原則的に朝ラッシュ時は都心に行き、夕方都心から帰ってくる乗客向けに、平日朝の上りと、平日夕方・夜間の下りに運転されるが、例外的に朝の下り、夕方・夜間の上りに運転されるものもある。基本的に日中や土曜日・休日ダイヤは設定されない。
JR神戸線・京都線では、朝ラッシュ時に通過駅のある「快速」（舞子駅・垂水駅・須磨駅を通過する快速および京都駅 - 大阪駅間が快速（途中停車駅は長岡京駅・高槻駅・茨木駅・新大阪駅））になる列車を設定している。この列車は「快速」であるが、新快速と同じ速度で運転している。
京王線の「通勤快速」→「区間急行」のようにラッシュ時以外にも設定されたことによって「通勤」を冠さない種別名に変更された事例もある。
ホームライナー
座席定員制普通列車。平日夕方・夜間の下りと平日朝の上りに運転される。ラッシュ時における着席サービスを提供しており、乗車するには乗車券のほかに別途ライナー券（有料）が必要となる。
地下鉄においては、ラッシュ時には昼間時に利用客の少ない駅も乗降客が増加するため、優等列車を運転しないことが一般的である。
近年は、これまでラッシュ時にも優等列車を運転していた区間について、優等列車としての運行を廃止し、すべて各駅停車として運転される対策がとられることがある。これは、速達列車は一般に各駅停車より混雑するため、高い混雑が列車の遅れの原因となっているところ、全列車を各駅停車とすることで列車ごとの混雑を平準化して列車の遅れを防止しようとする狙いがある。2000年に名鉄瀬戸線で行われた例があるほか、2007年より私鉄混雑率ワースト1・2である東京メトロ東西線・東急田園都市線で実施され、特に後者はメディアにも強く注目された（東西線については速達種別より各駅停車の遅延が目立ち、速達系通過駅の停車列車増加のため実施された）。
押し屋の配置
鉄道駅では、混雑度が増してくる大都市周辺の主要駅を中心に、朝に「押し屋」と呼ばれる電車に乗り切れない人を車内に押し込む係員をアルバイトなどで雇い、ホームに配置することがある。
女性専用車両
混雑車両における痴漢防止の観点などから、大都市周辺を中心にラッシュ時に女性専用車両が設定される路線が多い。しかし、これによりかえって他の車両の混雑が悪化したり、乗降が多い駅の改札口や階段等に近い車両に乗ろうとする乗客の思考から有効な利用がなされなかったりという問題が発生している。また一部には男性差別であるとの指摘もある。乗車口前には警備員が常駐している。例外として、小学生以下の子供・体の不自由な人、その介助の男性も利用することができる。
ラッシュ時専用改札口
ラッシュ時のみに使用される改札口が設けられることがある。かつては阪急電鉄のように完全に無人の出口（フリーパスゲート）が設置された例もあった（現在は廃止）。ストアードフェアシステムや不正乗車防止システムの導入により自動改札機の設置が必須になったことや、遠隔操作により改札口の常時稼働が可能になったことなどにより、都市部では減少している。
ホームの用途の変更
櫛型ホームを有する都心の終着駅では、朝ラッシュ時に乗客を早く降ろすために、通常乗車用として使っているホームからも降車させることがある。
両側にホームがある駅では、通常降車用のホームを始発列車の優先乗車ホームとして使用している事例がある。

### バス
バスでも、ラッシュ時には増便がなされたり、急行バスが運行される系統もある。区間運行便や高校生・大学生などの通学など、需要を限定したノンストップの直通系統も存在する。

## ラッシュ時の混雑緩和策

### 鉄道

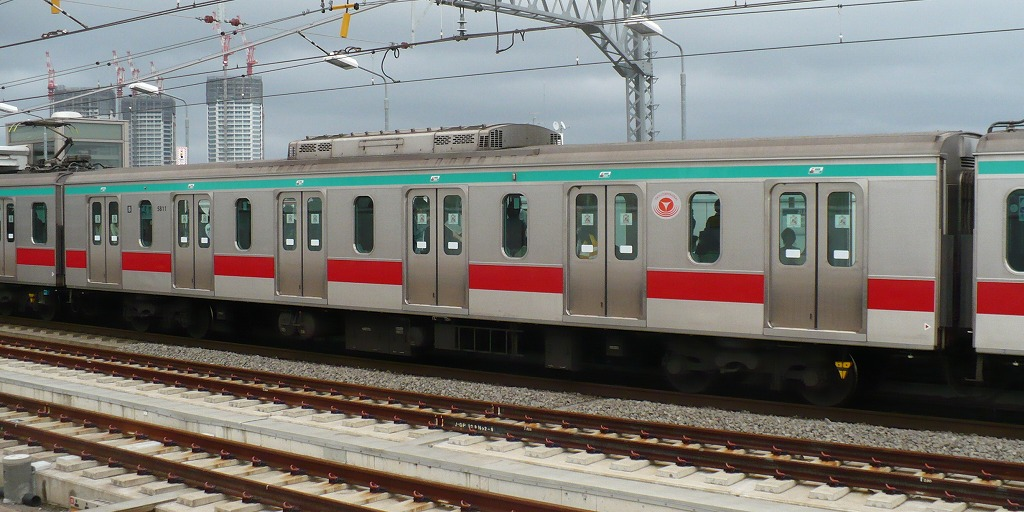
東急5000系の6扉・座席格納車両

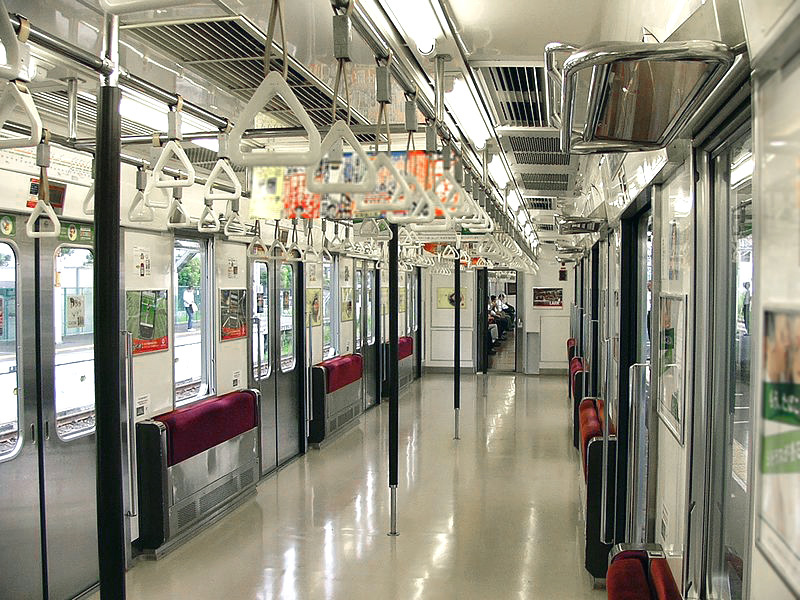
横浜線用6扉車の車内。座席が格納されている。

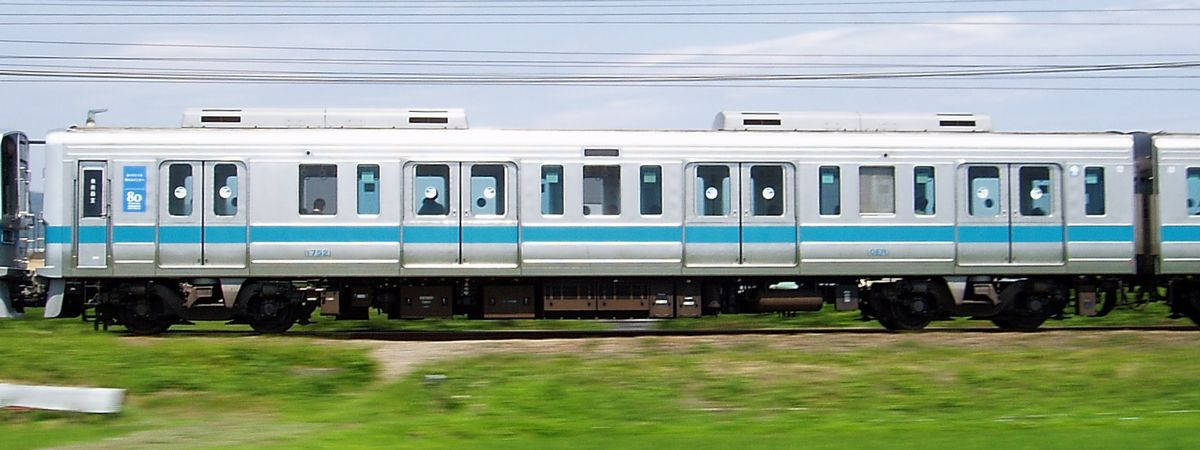
小田急1000形電車 ワイドドア車

鉄道においては、上記のような増発や増結がなされてもなお混雑の解消に至らず、増発や増結が物理的に不可能となることもある。そのため、車両や施設そのものの改良がなされることがある。
混雑に対応した車両の連結
特に混雑する路線については、ドアの幅を拡幅した車両（ワイドドア車）を投入して乗降時間の短縮を図っている。また、通常の車両よりもドアの多い多扉車（5扉車・6扉車）を連結して乗降時間の短縮を図った車両もあり、1990年から混雑率が高い首都圏の一部路線に導入されていたが、混雑率の緩和とホームドアの導入が困難になることを理由に2020年に首都圏から多扉車が全廃された。最後まで多扉車を運用した京阪電気鉄道も2021年1月をもって5扉使用を終了した。
- ワイドドア車は東京メトロ東西線や小田急電鉄などに存在する。小田急では混雑緩和効果が薄いとして一部の車両に留まっているが、東京メトロ東西線では2010年より再度ワイドドア車（15000系）を導入した。
- 多扉車は1970年に京阪5000系電車に5扉車を導入したのが始祖である（登場当時は架線電圧が600Vで、列車の増発や増結面で制約を受けていた状況下にて登場した）。この車両には日本で唯一の昇降式座席が搭載されている（閑散時は2つの扉を締め切り、座席を降ろして他の車両と同等の着席サービスを確保している）。
- 東急田園都市線は2005年2月14日から1編成あたり2両に6扉車を導入していたが、さらなる混雑緩和のために2009年4月1日から1編成あたり3両に6扉車を導入した。朝のラッシュ時は優等列車である準急に6扉車を充当させていた。しかし、ホームドアの導入が困難になることを理由に2017年5月をもって6扉車を全廃した。
- 1990年に座席格納車両として6扉車を最初に導入した山手線については、並行路線の開業により混雑緩和が進んだことを理由に2010年2月から座席の格納を中止し、2011年9月に6扉車を全廃した。京浜東北線や埼京線、横浜線についても、幅広車体への置き換えによる混雑緩和に伴い、6扉車を全廃した。幅広車体への置き換え時に多扉車を導入した中央・総武緩行線もホームドアの導入に伴い、2020年3月をもって6扉車を全廃した。
- 東京メトロ日比谷線はホームの両端に出入口がある駅が多く、混雑しやすい前後2両を5扉車とした。しかし、直通先の東武伊勢崎線は20m車両が標準であり、整列乗車を乱す原因にもなっていた。ホームドアの導入を機に20m車両の新型車両に置き換えられ、2020年3月をもって5扉車を全廃した。
- 阪急神戸本線では収納座席を備えた8200系電車を朝ラッシュ時限定で運用していた。同車は現在も運用中だが、収納座席は2007年に廃止された。

新型車両の投入
高性能な新車両の導入も、増発や定員増加につながることから、積極的に行われることがある。車両限界に余裕がある路線については、幅広車体を採用して定員を増やしたケースが多い。
線路容量の増加
上記の各対策を行ってもなお混雑が著しい場合には、物理的に列車を多く走らせる設備を整備することが必要となる。すなわち、単線の路線であれば複線に設備を改良し、複線の路線であれば複々線へ改良もしくは並行する新ルートを建設し、また非電化の路線であれば電化することが必要となる。
- JRの前身・日本国有鉄道（国鉄）では通勤五方面作戦と銘打ち、1964年から1982年にかけて首都圏の主要路線で複々線化や新ルート開設が行われた。また、私鉄でも連続立体交差事業とあわせて現在まで各社が取り組んでいる。

なお名鉄瀬戸線のように、ラッシュ時間帯の優等列車を廃して全て各駅停車として運転する、並行ダイヤを採用する場合もあるが、これも一つの路線上に運転可能な本数を増やすという意味では線路容量の増加につながっている。
保安装置の更新
山手線や京浜東北線、東急電鉄の一部路線などではダイヤ改正を機にATSなどの保安装置の更新や変更によって列車間隔を詰めることによって増発を実現している路線も存在する。なお柔軟な対応が取りやすいうえ、安全性が向上される関係からATSからATCとなることが多い。
時差通勤のお願い
冬季には乗客が厚着をする傾向にあるため「着ぶくれラッシュ」が生じる。1970年の例では、国鉄が首都圏の事業所や学校に時差通勤の働きかけを行い、約100万人の協力を得ていた。
JR東日本では2023年3月より東京近郊の電車特定区間を発着する通勤定期に対して、乗降する各駅で定められた時間帯以外で有効となるかわりに通常の通勤定期より割引して発売する『オフピーク定期券』を導入して朝ラッシュの時差通勤を促進している。

### バス
道路が渋滞し定時運行が問題となるバス路線の走行する道路においては、センターラインの移動、バスの専用または優先車両通行帯（いわゆるバスレーン）の設置、右折レーンのない道路での右折禁止、人が集中する道路や駅前への車両進入禁止などが行われ、バスをスムーズに運行するための措置がとられることもある。バスレーンは大都市に比較的多いが、大都市以外にも設置されている場所もある。

### 道路
道路については、交通容量が鉄道より小さく、ラッシュ時の渋滞への対策が必要となる。一般には、バイパスや高速道路の新設、拡幅、交差点の立体化などによって、交通容量の増加が図られる。このほか、ラッシュ時に日本で取られている方策としては、交通容量に余力がある高速道路への転換を促し一般道路の混雑を緩和するために朝夕通勤時間帯に実施されているETC通勤割引（参考：ETC割引制度）、ラッシュ時の交通量変化に対応して渋滞する方向の道路の青信号時間を長くするなど信号の鳴動時間変更、通勤手当制度や社内規則の運用、ノーカーデーの実施などによるマイカー通勤の自粛・禁止などがある。

### その他の対策
国土交通省や各交通機関では、ラッシュ時を避けたオフピーク通勤を呼びかけている。これに呼応して、フレックスタイム制を実施している職場もある。

## 日本以外での状況

### 鉄道

#### ラッシュの時間帯

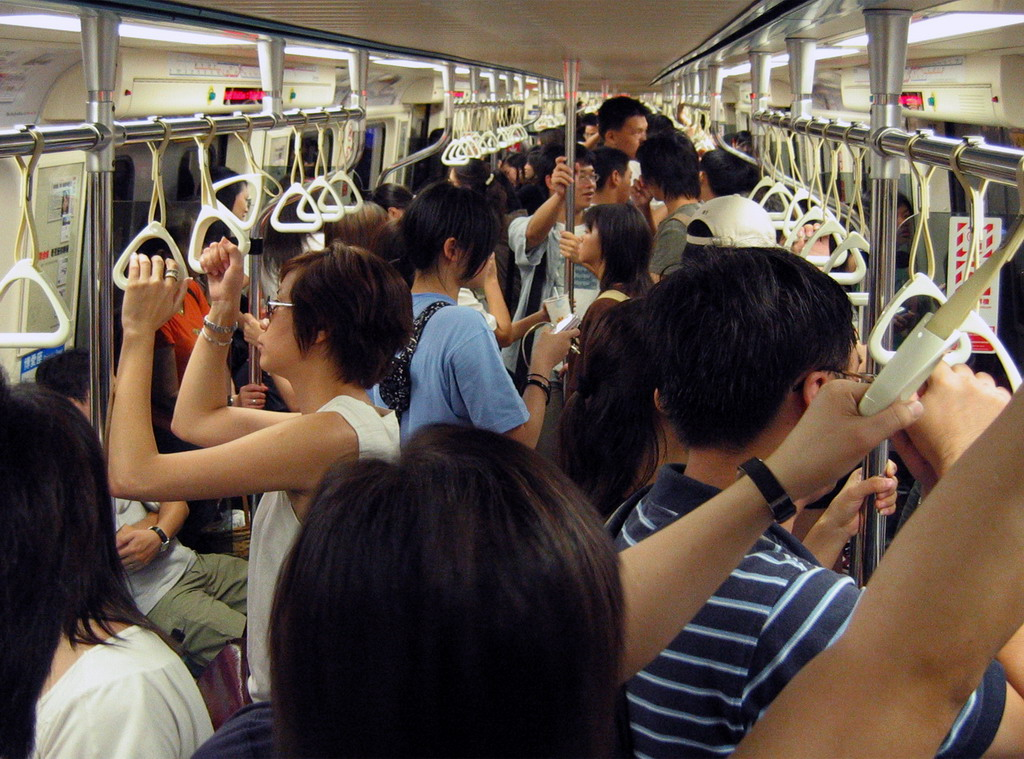
ラッシュ時の台北捷運板南線

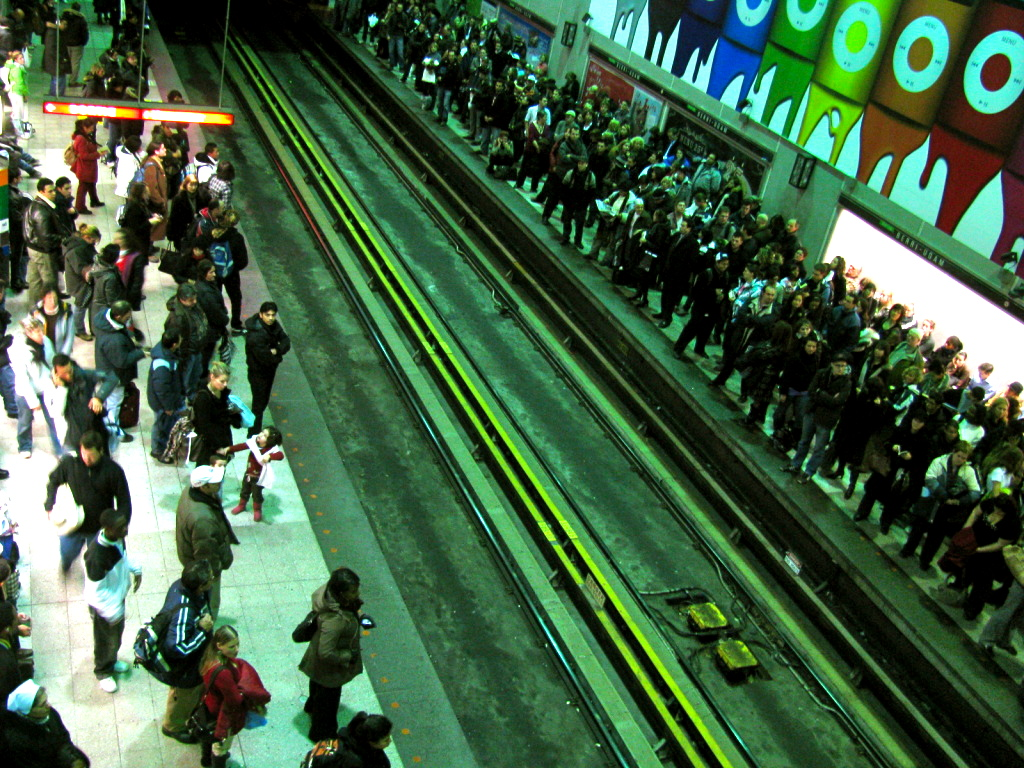
夕ラッシュ時のモントリオール地下鉄ベリ・UQAM駅（18時50分ごろ）

混雑する時間帯については、国によって差異が見られる。特に夕方のラッシュについては、残業や飲み会の慣習などの違いから、比較的ピーク時間帯が早い都市（17・18時台に下り線が集中的に混雑）が多く、東京のように深夜まで混雑が続く都市は例外的である。
1970年代頃のフランスでは1日に4回のラッシュ時があった。これは当時昼休みが2時間程度と比較的長く、朝・夕方の他に昼休みの開始前後と終了前後にも路線バスや地下鉄が混雑することがあったからである。ただし、混雑度は夕方ラッシュ時よりやや低い。
アメリカなどの利用客が少ない路線では、朝夕の通勤・通学時の運行が主で、日中や休日に運行本数が極端に減るか、あるいは全く運行されない路線も多い。

#### ラッシュの度合

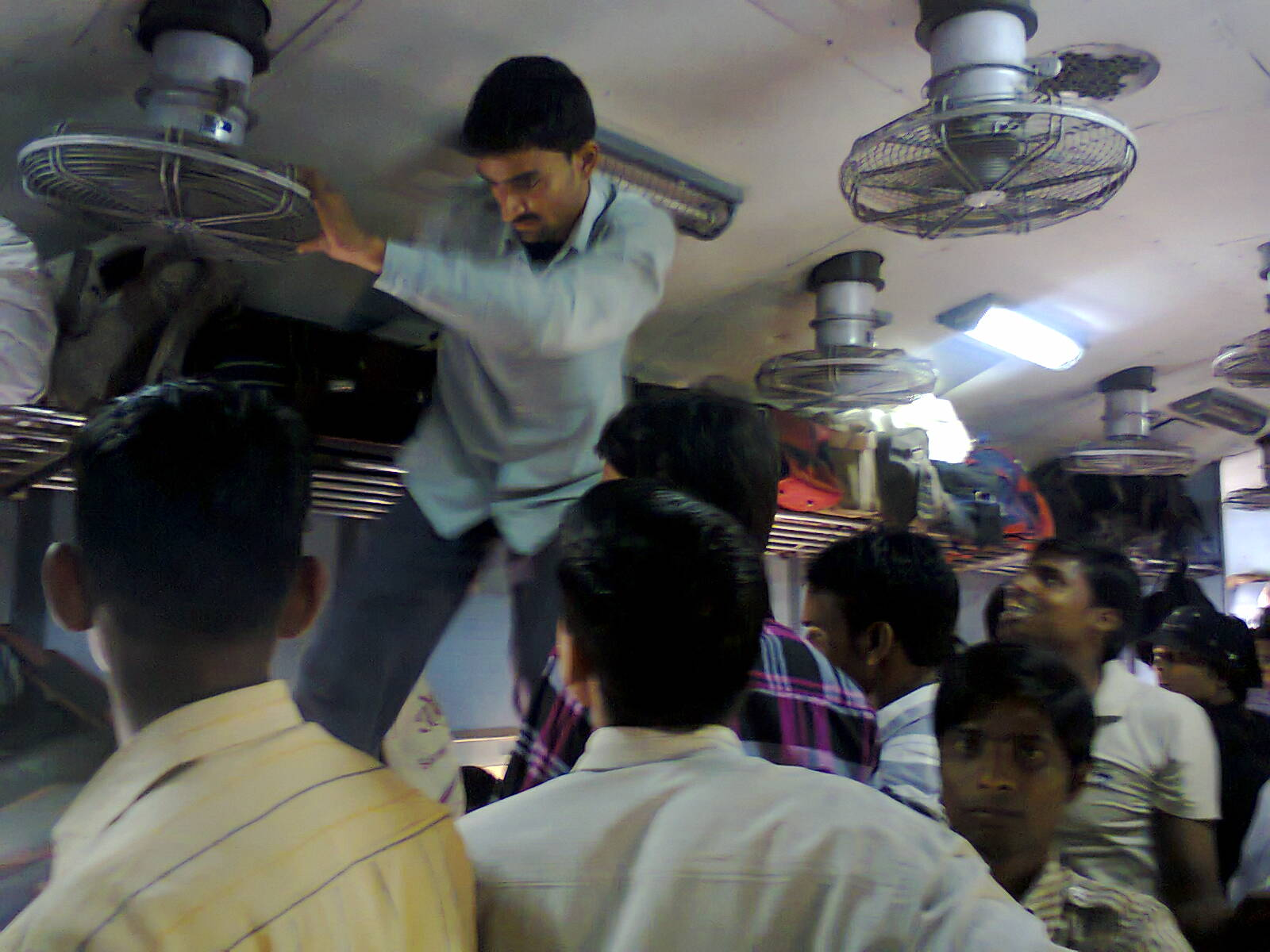
トイレに向かうため混み合う車内を移動する男性（インド鉄道、4月21日）

先進国の都市で比較すれば、東京の鉄道の混雑は突出している。ニューヨーク・ロンドン・パリといった大都市圏でも、東京と比べれば列車の混雑度合いは小さく、混雑区間も都心部近辺に限定されている。ただし、車両故障などによる遅延・運休、治安の悪化などの諸問題が見られる路線が多い。
世界全体にみると、定量的な比較は難しいが、ラッシュ時には乗客が車体の屋根にあふれるほどの超混雑になっている鉄道路線も存在する。
世界で最も混雑する鉄道としてはインドのムンバイ近郊鉄道がしばしば取り上げられ、9両編成の電車に定員の3倍に達する5,000人が乗車しているとされる。ムンバイ近郊鉄道においては、無理に乗車した乗客が列車から落下したり、ホーム間を移動するため線路に立ち入ったりしたことにより、1日に平均で12人が死亡している。またインド国内の鉄道は夏期休暇（4月から5月）の始めと終わりの時期になると、里帰りやUターン客などで時間帯に関係なく混雑する。

#### ラッシュへの対策
列車の増発、増結、停車駅の少ない快速列車の運転などは、世界的に共通してみられる。しかし、着席サービスの提供を優先する都市が多く、少なくとも乗車時間が30分を超える近郊路線では、最大限に座席を確保することが基本になっている都市が多い。例えばフランス、アメリカなどでは、ラッシュ時の需要のために総2階建車両が導入され、多人数が着席できるようになっており、パリのRERには3扉2階建という構造の電車もある。短距離の地下鉄などでは、路線によって異なるが、フランス、ドイツなど、座席数の多いクロスシートを導入している都市も少なくない。日本のように一つの車両に最大限に乗客を詰め込むことを原則としている事例は珍しい。
この他、アメリカ・イギリス・オランダなどでは、ラッシュ時以外の運賃を割安にすることで混雑を平準化するという方策がとられている。

### 道路

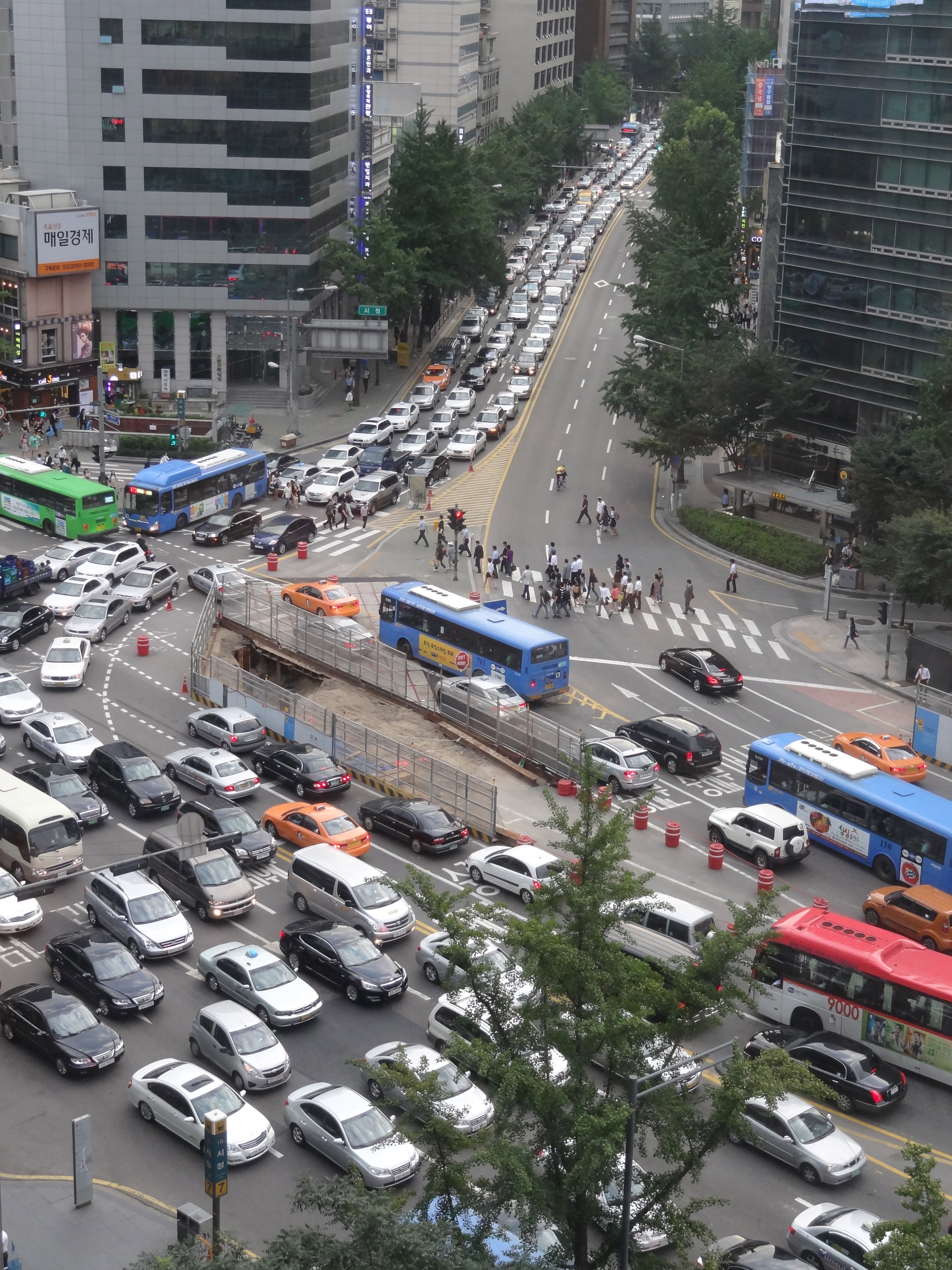
ソウルの帰宅ラッシュ

世界的なモータリゼーションの進展により、ラッシュ時の道路が車の身動きができないほどの猛烈な混雑に見舞われる都市は多い。マイカーの輸送力は公共交通機関に比べて遥かに劣るため、比較的小規模な都市でも混雑問題が深刻化する。走っている自動車の台数を低減させるためにアメリカやオーストラリアでは相乗りなどを勧めている。
また、鉄道路線やライトレール・路面電車を新設（復活）したり、バスレーンの設置や、途中駅・バス停に駐車場を設置することで自動車から鉄道・バスに乗り換えて郊外から都心へ向かうパークアンドライドを促進するなどの施策も見られる。ロンドン、シンガポールなど、大都市中心部への自動車の乗り入れによる交通渋滞を防ぐために都心部への乗り入れ車両から料金を徴収するロードプライシングが採用されている都市もある。